# Pediasia laciniellus
Pediasia laciniellus là một loài bướm đêm trong họ Crambidae.